# Landl
Landl är en kommun i  distriktet Liezen i förbundslandet Steiermark i Österrike. Huvudort är Kirchenlandl.
Kommunen fick sin nuvarande utsträckning i samband med kommunreformen i Steiermark 1 januari 2015 då kommunerna Landl, Gams bei Hieflau, Palfau och Hieflau slogs samman.
Kommunen består av nio orter (Ortschaften) (inom parentes invånarantal 1 januari 2024):

- Gams bei Hieflau (476)
- Großreifling (205)
- Hieflau (510)
- Jassingau (73)
- Kirchenlandl (423)
- Krippau (64)
- Lainbach (37)
- Mooslandl (365)
- Palfau (357)